# Hampshire House

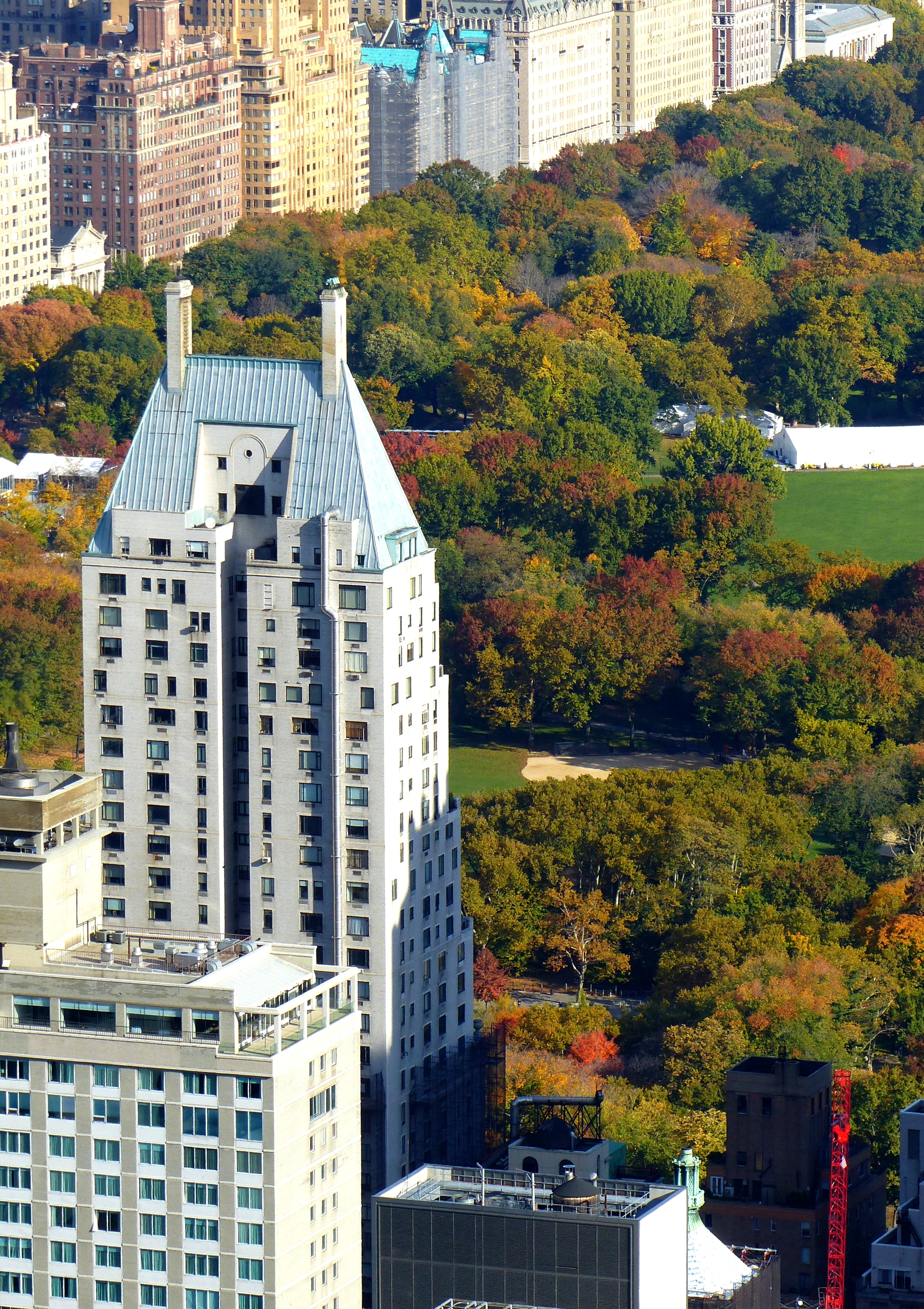
Hampshire House, Manhattan, New York

Das Hampshire House ist ein 37-stöckiges Apartmenthotel an der Adresse 150 Central Park South in Manhattan, New York City. Es ist eines der markantesten Gebäude entlang des Central Parks, bekannt für seine Art-déco-Architektur und seine prominente Lage mit Blick auf den Park.

## Geschichte
Die ursprünglichen Pläne für das Gebäude wurden 1926 von den Architekten Caughey & Evans entworfen. Die Bauarbeiten begannen im Januar 1931 unter der Leitung der H. K. Ferguson Company aus Cleveland, Ohio. Aufgrund der wirtschaftlichen Auswirkungen der Weltwirtschaftskrise wurde das Projekt jedoch nach sechs Monaten eingestellt und das Gebäude blieb unvollendet. In den folgenden Jahren wechselten die Besitzer mehrmals und das unfertige Gebäude stand leer. Erst 1938 wurden die Bauarbeiten abgeschlossen und das Gebäude als Hampshire House eröffnet. Im Jahr 1949 wurde es in eine Wohnungsbaugenossenschaft umgewandelt.

## Architektur
Das Hampshire House zeichnet sich durch eine Kombination traditioneller und moderner architektonischer Elemente aus. Die Fassade besteht aus weißem Backstein mit schwarz-weißen Akzenten aus verchromtem Stahl. Das Gebäude hat ein markantes, steil geneigtes Kupferdach mit zwei hohen Schornsteinen, die an das Savoy Plaza erinnern. Die unteren Stockwerke sind mit rustikalem weißem Marmor, Aluminiumbeschlägen und poliertem schwarzem Granit verkleidet, was dem Gebäude ein modernes klassizistisches Aussehen verleiht.

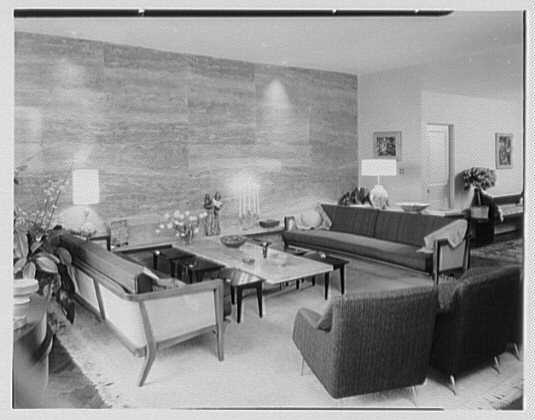
H.F. Fischbach, Wohnungsinterieur im Hampshire House, 1954

Die Innenräume wurden von der berühmten Innenarchitektin Dorothy Draper entworfen, die für ihre gewagten Farbkontraste und opulenten Designs bekannt ist. Sie schuf ein Interieur mit auffälligen Kombinationen von Schwarz, Weiß und Türkis, überdimensionalen Stuckverzierungen, Spiegeln und Glasblöcken sowie außergewöhnlichen Türverkleidungen aus klarem Glas. Draper entwarf auch ein Restaurant im Gebäude namens The Cottage, das schnell zu einem bekannten Veranstaltungsort in New York wurde.